# Cartea a doua a Regilor
Cartea a doua a Regilor (abreviat 2 Regi sau 2 Împărați) este o carte din Vechiul Testament. În ebraică se numește Sepher M'lakhim Beth, ספר מלכים ב. În traducerea greacă (vezi Septuaginta) cartea a fost numerotată drept Cartea a patra a Regilor (basileion delta). Bisericile de tradiție greacă folosesc în continuare această numerotare.